# Sphex camposi
Sphex camposi är en biart som beskrevs av Campos 1922. Sphex camposi ingår i släktet Sphex och familjen grävsteklar. Inga underarter finns listade i Catalogue of Life.